# Ypsolopha leuconotella
Ypsolopha leuconotella is een vlinder uit de familie spitskopmotten (Ypsolophidae). De wetenschappelijke naam is voor het eerst geldig gepubliceerd in 1884 door Snellen.
De soort komt voor in Europa.